# Werner Kogler
Werner Kogler, avstrijski politik, * 20. november 1961, Hartberg, Avstrija
Je avstrijski politik stranke Zelenih, ki od 7. januarja opravljal funkcijo podkanclerja Avstrije in ministra za umetnost, kulturo, javno upravo in šport v vladi kanclerja Sebastiana Kurza, po politični krizi pa tudi v času kanclerjev Schallenberga in Nehammerja. Kogler je od oktobra 2017 tudi zvezni predstavnik stranke Zelenih. Od leta 1999 do 2020 je bil član Državnega sveta Avstrije.

## Mladost
Kogler se je rodil v majhnem vzhodnoštajerskem mestu Hartberg. Leta 1980 je opravljal univerzitetne sprejemne izpite, nato pa študiral ekonomijo in pravo na Univerzi v Gradcu. Leta 1994 je diplomiral iz ekonomije.

## Politika

### Zgodnji začetki
Kogler je ustanovil Alternativno listo v Gradcu, leta 1982 pa je bil eden od ustanoviteljev Alternativne liste Avstrija, ki se je združila z Združenimi zelenimi Avstrije in postala trenutna Zelena stranka. Leta 1985 je bil izvoljen v občinski svet v Gradcu.

### Član državnega sveta
Leta 1999 je Kogler zmagal na volitvah v državni svet. Zasedal je različne položaje pri Zelenih, med drugim kot član zveznega izvršnega odbora in leta 2010 kot predstavnik štajerskih Zelenih. Leta 2010 je Kogler, ki je bil tiskovni predstavnik Zelenih pri proračunskih vprašanjih, imel 12-urni, 42-minutni govor nasprotovanja s predlaganim vladnim proračunom, kar štejemo za rekord. Govoril je proti predlaganim čezatlantskim trgovinskim sporazumom in po vladnem prevzemu Hypo Alpe Adria Bank potoval po državi, pri čemer je afero označil za Hypo-Krimi oz. "Hypo whodunnit".
Leta 2017 Zeleni niso uspeli prejeli vsaj 4 % glasov, ki so jih imeli v avstrijskem parlamentu. Po aferi Ibiza je kancler Sebastian Kurz prekinil koalicijsko pogodbo, po izglasovani nezaupnici je sledil razpis predčasnih volitev.

### Podkancler Avstrije
Kogler je med volilno kampanjo 2019 izrazil pripravljenost iti v koalicijo z Avstrijsko ljudsko stranko, ki naj bi na volitvah zmagala. Kampanja Zelenih je spodbudila konec vladnih subvencij za fosilna goriva in večje naložbe v okoljske pobude, vključno z javnim prevozom in obnovljivo energijo.
Leta 2019 so Zeleni znova vstopili v avstrijski parlament in s 14% glasov dosegli najvišji rezultat v zgodovini stranke. Od leta 2019 do 2020 je Kogler vodil koalicijska pogajanja z Avstrijsko ljudsko stranko in z nekdanjim kanclerjem Sebastianom Kurzom. Pogodbenici sta se dogovorili o prihodnjem zakonodajnem programu, ki je vključeval željo Zelenih, da Avstrija do leta 2030 postane ogljično nevtralna, splošno zvišanje letalske takse za potnike in tridnevno vozovnico za javni prevoz. Program je vključeval dodatno omejitev migracij, podaljšanje prepovedi islamskih pokrival v šolah in nižje stopnje osebnega davka in davkov od dohodkov pravnih oseb. 7. januarja 2020 je postal novi podkancler Avstrije.
Po domnevni korupcijski aferi, ko bi naj Avstrijska ljudska stranka s kanclerjem Kurzem zakupovala oglasna mesta v zameno za ustrezno poročanje o stranki, je stranka Zelenih izrazila dvome v nadaljnje sodelovanje. 9. oktobra 2021 je kancler Kurz odstopil in za naslednika predlagal zunanjega ministra Schallenberga. Kogler je Kurzev odstop pozdravil in sprejel predlog za nadaljevanje koalicijskega sodelovanja pod predlaganim kanclerskim kandidatom. Tudi po Schallenbergovem odstopu. ko je vajeti prevzel Karl Nehammer, je Kogler ostal na položaju podkanclerja. 

## Druge dejavnosti
- Nacionalni sklad Republike Avstrije za žrtve nacionalsocializma, član upravnega odbora (od leta 2020)[14]